# Middletown (Misuri)
Middletown es un pueblo ubicado en el condado de Montgomery en el estado estadounidense de Misuri. En el Censo de 2010 tenía una población de 167 habitantes y una densidad poblacional de 200,87 personas por km².

## Geografía
Middletown se encuentra ubicado en las coordenadas 39°7′43″N 91°24′50″O / 39.12861, -91.41389. Según la Oficina del Censo de los Estados Unidos, Middletown tiene una superficie total de 0.83 km², de la cual 0.83 km² corresponden a tierra firme y (0%) 0 km² es agua.

## Demografía
Según el censo de 2010, había 167 personas residiendo en Middletown. La densidad de población era de 200,87 hab./km². De los 167 habitantes, Middletown estaba compuesto por el 93.41% blancos, el 0% eran afroamericanos, el 0.6% eran amerindios, el 0% eran asiáticos, el 0% eran isleños del Pacífico, el 0% eran de otras razas y el 5.99% pertenecían a dos o más razas. Del total de la población el 0% eran hispanos o latinos de cualquier raza.